# Kepler-307b
Kepler-307b es un planeta extrasolar que forma parte de un sistema planetario formado por al menos dos planetas. Orbita la estrella denominada Kepler-307. Fue descubierto en el año 2013 por la sonda Kepler por medio de tránsito astronómico.